# Aéroport de Yulin Fumian
Pour les articles homonymes, voir Yulin (homonymie).
À ne pas confondre avec l'aéroport de Yuling Yuyang (en), desservant la ville de Yulin, au Shaanxi.
L'aéroport de Yulin Fumian (code IATA : YLX • code OACI : ZGYL, en chinois : 玉林福绵机场 / pinyin : Yùlín Fúmián Jīchǎng) est un aéroport chinois situé à Yulin, dans la région autonome du Guangxi.
Inauguré le 8 août 2020, il est d'usage civil et est situé à environ 21 kilomètres du centre-ville de Yulin.

## Situation
| \| 500 km1:25 016 000 \| Baotou Canton Changchun Changsha Chengdu-CTU Chengdu-TFU Chongqing Dalian Fuzhou Guilin Guiyang Haikou Hailar Hangzhou Harbin Hefei Hohhot Jinan Jinghong Kunming Lanzhou Lhassa Lijiang Nanchang Nankin Nanning Ningbo Pékin · Capitale Pékin · Daxing Qingdao Quanzhou Sanya Shanghaï-Pudong Shanghaï-Hongqiao Shantou-Chaozhou-Jieyang Shenyang Shenzhen Shijiazhuang Taiyuan Tianjin Ürümqi Wenzhou Wuhan Suzhou Xiamen Xi'an Xining Yantai Yinchuan Zhengzhou Zhuhai-Jinwan |
| 500 km1:25 016 000 |

## Installations
L'aéroport dispose d'un terminal, ainsi que de sept terrains de stationnement de deux étages, dont cinq avec passerelles d'embarquement vers le terminal. Il peut répondre à un débit de 1.5 million de passagers par année et à un début de fret de 5 000 tonnes,.

## Compagnies et destinations
| Compagnies             | Destinations                                            |
| ---------------------- | ------------------------------------------------------- |
| Hainan Airlines        | Pékin-Capitale, Haikou, Shenzhen-Bao'an, Xi'an-Xianyang |
| Loong Air              | Hangzhou-Xiaoshan, Kunming-Changshui                    |
| China Eastern Airlines | Shanghai-Pudong                                         |
| China Express Airlines | Chongqing-Jiangbei                                      |

## Statistiques
Pour des raisons techniques, il est temporairement impossible d'afficher le graphique qui aurait dû être présenté ici.

Voir la requête brute et les sources sur Wikidata.